# فیروزه امیرمعز
فیروزه امیرمعز (زادهٔ ۱۳۲۰) صداپیشه و گویندهٔ رادیو اهل ایران است. او سال‌ها به عنوان گوینده با برنامهٔ گل‌ها همکاری می‌کرد.

## زندگی
فیروزه امیرمعز در سال ۱۳۲۰ در تهران متولد شد. در سن سیزده یا چهارده سالگی توسط محمدعلی زرندی، مدیر دوبلاژ و صداپیشهٔ سرشناس که نسبت فامیلی با او داشت، برای دوبلهٔ نقش کوتاهی در یک فیلم هندی با نام حملهٔ چهار صد فیل دعوت شد. این اتفاق سبب علاقهٔ بسیارِ او به گویندگی و صداپیشگی شد. در ۱۷ سالگی به واسطهٔ مأموریت پدرش که به عنوان بازرس استانداری خوزستان انتخاب شده بود، به اهواز رفت. روزی مدیر رادیو اهواز برای کاری به پدرش مراجعه کرد. فیروزه امیرمعز از پدر درخواست کرد تا با مدیر رادیو صحبت کند و او را برای گویندگی بپذیرد. وی پس از آن به رادیو رفت و پس از قبولی در تست صدا به عنوان مجری برنامهٔ زندهٔ آهنگ‌های درخواستی مشغول به کار شد.
او پس از ازدواج و پایان تحصیلات دبیرستان و گذشتِ دو یا سه سال، به تهران بازگشت و به رادیو مراجعه کرد. در رادیو تهران پس از امتحان کتبی و تست صدا، از مسؤلان رادیو جواب منفی شنید. به همین سبب به دوبله بازگشت و مدتی به فعالیت صداپیشگی ادامه داد. پس از مدتی از رادیو نامهٔ دعوت به کار دریافت کرد و از سال ۱۳۴۲ همکاری حرفه‌ای خود را با رادیو آغاز کرد. در سال ۱۳۴۳ از سوی داوود پیرنیا برای دکلمهٔ شعرِ یکی از برنامه‌های گل‌ها دعوت شد و از آن زمان به بعد به عنوان یکی از گویندگان ثابت برنامهٔ گل‌ها فعالیت‌های هنری خود را ادامه داد.
فیروزه امیرمعز در زمینهٔ آموزش گویندگی نیز فعالیت کرد. هرمز شجاعی‌مهر، علیرضا معینی و پریچهر بهروان از جمله شاگردان او بوده‌اند.